# Wybory prezydenckie w Korei Południowej w 2017 roku
Wybory prezydenckie w Korei Południowej w 2017 roku – zostały przeprowadzone 9 maja 2017. Dziewiętnaste koreańskie wybory prezydenckie były rezultatem usunięcia z urzędu na drodze impeachmentu prezydent Park Geun-hye. Wybory zostały rozstrzygnięte w pierwszej turze.

## Kandydaci
Krajowa Komisja Wyborcza w terminie zarejestrowała 15 kandydatów. W trakcie kampanii wyborczej z wyścigu wycofali się Nam Jae-jun i Kim Jung-son.
| Oficjalni kandydaci: | Oficjalni kandydaci: | Oficjalni kandydaci: | Oficjalni kandydaci:           |
| Nr                   | Zdjęcie              | Imię i nazwisko      | Przynależność partyjna         |
| -------------------- | -------------------- | -------------------- | ------------------------------ |
| 1                    |                      | Mun Jae-in           | Partia Demokratyczna           |
| 2                    |                      | Hong Jun-pyo         | Liberty Korea                  |
| 3                    |                      | Ahn Cheol-soo        | Partia Ludowa                  |
| 4                    |                      | Yoo Seong-min        | Bareun                         |
| 5                    |                      | Sim Sang-jung        | Partia Sprawiedliwości         |
| 6                    |                      | Cho Won-jin          | Saenuri                        |
| 7                    |                      | Oh Young-guk         | Partia Ekonomicznych Patriotów |
| 8                    |                      | Chang Sung-min       | Wielka Jedność Narodowa        |
| 9                    |                      | Lee Jae-oh           | Nowa Partia 2018               |
| 10                   |                      | Kim Sun-dong         | Zjednoczona Partia Ludowa      |
| 11                   |                      | Nam Jae-jun          | Patriotyczna Partia Korei      |
| 12                   |                      | Lee Kyung-hee        | Koreańska Partia Ludowa        |
| 13                   |                      | Kim Jung-son         | Future Korean Peninsula Union  |
| 14                   |                      | Yoon Hong-sik        | Hongik                         |
| 15                   |                      | Kim Min-chan         | bezpartyjny                    |

### Potencjalni kandydaci
- 15 marca 2017 premier i pełniący obowiązki prezydenta Hwang Kyo-ahn ogłosił, że nie będzie kandydował w wyborach prezydenckich[2].
- Kim Boo-kyum deputowany do Zgromadzenia Narodowego Daegu, były radny miasta Gunpo w latach 2002-2012[3][4] 7 lutego 2017 poinformował, że nie wystartuje w wyborach prezydenckich.
- Ban Ki-moon, Sekretarz Generalny ONZ (2007–2016) rozważał start w wyborach ale ostatecznie 1 lutego zrezygnował z tego zamiaru[5].
- 26 stycznia 2017 Park Won-soon, burmistrz Seulu (2011), ogłosił, że nie będzie kandydatem na prezydenta[6].
- Oh Se-hoon, były burmistrz Seulu (2006–2011), 13 stycznia 2017 ogłosił, że nie będzie kandydował na urząd prezydenta[7]
- Kim Moo-sung, były przewodniczący partii Saenuri (2014–2016) 24 listopada 2016 poinformował opinię publiczną, że nie wystartuje w wyborach prezydenckich[8]

## Wyniki wyborów
Wybory prezydenckie z wynikiem 41,08% wygrał Mun Jae-in (Partia Demokratyczna). Frekwencja wyborcza wyniosła 77,20%.
| Kandydat      | Podmiot wystawiający   | Głosy      | %     |
| ------------- | ---------------------- | ---------- | ----- |
| Mun Jae-in    | Partia Demokratyczna   | 13 423 800 | 41,08 |
| Hong Jun-pyo  | Liberty Korea          | 7 852 849  | 24,03 |
| Ahn Cheol-soo | Partia Ludowa          | 6 998 342  | 21,41 |
| Yoo Seung-min | Bareun                 | 2 208 771  | 6,67  |
| Sim Sang-jung | Partia Sprawiedliwości | 2 017 458  | 6,17  |